# Palmyra (Pennsilvània)
Palmyra és una població dels Estats Units a l'estat de Pennsilvània. Segons el cens del 2000 tenia 7.096 habitants.

## Demografia
Segons el cens del 2000, Palmyra tenia 7.096 habitants, 3.200 habitatges, i 1.952 famílies. La densitat de població era de 1.473 habitants/km².
Dels 3.200 habitatges en un 25,9% hi vivien nens de menys de 18 anys, en un 47,7% hi vivien parelles casades, en un 10,2% dones solteres, i en un 39% no eren unitats familiars. En el 34,3% dels habitatges hi vivien persones soles el 14,4% de les quals corresponia a persones de 65 anys o més que vivien soles. El nombre mitjà de persones vivint en cada habitatge era de 2,2 i el nombre mitjà de persones que vivien en cada família era de 2,83.
Per edats la població es repartia de la següent manera: un 22,2% tenia menys de 18 anys, un 8% entre 18 i 24, un 30,4% entre 25 i 44, un 21,4% de 45 a 60 i un 18% 65 anys o més.
L'edat mediana era de 38 anys. Per cada 100 dones de 18 o més anys hi havia 82,8 homes.
La renda mediana per habitatge era de 39.677 $ i la renda mediana per família de 49.091 $. Els homes tenien una renda mediana de 35.140 $ mentre que les dones 25.524 $. La renda per capita de la població era de 20.500 $. Entorn del 3,9% de les famílies i el 5,3% de la població estaven per davall del llindar de pobresa.

## Poblacions més properes
El següent diagrama mostra les poblacions més properes.